# Tourniquet (geneeskunde)
Een tourniquet, knevelverband of knelverband is een strakke band die om een arm of been wordt aangelegd om levensbedreigende bloedingen te stoppen. Het is een noodmaatregel die moet worden gebruikt om een leven te redden, maar het gebruik van een tourniquet kan wel schade veroorzaken. De in de arm of been lopende zenuwbanen worden afgekneld en het weefsel krijgt geen bloed meer toegevoerd. 
Helderrood, dus zuurstofrijk bloed dat in grote hoeveelheden uit een wond stroomt, duidt op een slagaderlijke bloeding. Het slachtoffer verliest in korte tijd veel bloed. Als het niet lukt om de ernstige bloeding te stelpen bestaat er een kans dat het slachtoffer overlijdt door verbloeding. Dan moet worden overgegaan tot het aanbrengen van een tourniquet. De gewonde moet bovendien zo snel mogelijk naar het ziekenhuis worden vervoerd.
Een tourniquet mag niet worden verward met een stuwband, die wel de veneuze terugvoer belemmert, maar de arteriële aanvoer van bloed toelaat. De stuwband wordt onder andere gebruikt om de aderen op te laten zwellen, waardoor ze beter aan te prikken zijn bij het afnemen van bloed. 